# Arothron carduus
Arothron carduus là một loài cá biển thuộc chi Arothron trong họ Cá nóc. Loài này được mô tả lần đầu tiên vào năm 1849.

## Phân bố và môi trường sống
A. carduus có phạm vi phân bố được ghi nhận ở vùng biển Đông Ấn Độ Dương và Tây Bắc Thái Bình Dương. Loài này được tìm thấy ở vùng biển ngoài khơi Penang (Malaysia) và phía nam của quần đảo Ryukyu (Nhật Bản). Một mẫu vật bổ sung được mua tại Nhật Bản và được cho là có nguồn gốc từ Philippines (Matsuura & Okuno, 1991). A. carduus sống xung quanh các rạn san hô ở vùng nước nông, độ sâu khoảng 10 m trở lại.

## Mô tả
A. carduus trưởng thành có kích thước tối đa khoảng 30 cm. Cơ thể thuôn dài. Mõm ngắn; môi mỏng. Đầu và thân phủ đầy những gai nhỏ, ngoại trừ phía sau cuống đuôi, xung quanh mõm, mắt và nắp mang, cũng như gốc vây lưng và vây hậu môn. Các vây được bo tròn. Nửa đầu trên và thân trên có màu trắng với nhiều đường vân và dải sọc màu đen; nửa dưới có màu vàng. Vây ngực màu vàng đục; vây lưng và vây hậu môn màu vàng nâu; đuôi màu trắng với nhiều sọc và đốm đen.
A. carduus có thể được phơi khô và để bán làm những món đồ trang trí, thi thoảng cũng được đánh bắt nhằm mục đích thương mại cá cảnh. Cũng như những loài cá nóc khác, A. carduus có khả năng sản xuất và tích lũy các độc tố như tetrodotoxin và saxitoxin trong da, tuyến sinh dục và gan. Mức độ độc tính khác nhau tùy theo từng loài, và cũng phụ thuộc vào khu vực địa lý và mùa.